# 더 스페셜즈
더 스페셜즈(Hors normes, The Specials)는 프랑스에서 제작된 에릭 토레다노 감독의 2018년 코미디 영화이다. 뱅상 카셀 등이 주연으로 출연하였고 니콜라스 듀발 아다소브스키 등이 제작에 참여하였다.

## 출연

### 주연
- 뱅상 카셀
- 레다 카텝
- 알반 이바노프
- 헬렌 벤상
- 벤자민 르지어

### 조연
- 리나 쿠드리
- 알로이즈 소바주
- 대런 뮤즐렛
- 설리안 브라힘
- 프레드릭 피에롯
- 캐서린 무체

## 제작진
- 미술: 줄리아 르메르
- 의상: 이자벨 패네티에
- 배역: 엘로디 드메
- 배역: 저스틴 레오카디
- 배역: 마리-프랑스 미셸